# Bohumil Golián
Bohumil Golián (25. března 1931, Moštenica – 11. ledna 2012, Bratislava) byl slovenský volejbalista, reprezentant Československa, člen stříbrného týmu na olympijských hrách v Tokiu a bronzového na hrách v Mexiku. Byl kapitánem Československa, když se stalo mistry světa z roku 1966. Byl zvolen nejlepším slovenským volejbalistou 20. století.